# 蹦床体操
蹦床体操是在弹力装置上进行的體操运动，于第二次世界大战后兴起，具体分为网上蹦床、双蹦床、单跳三个项目。运动员借助设备的弹力，在空中连续做出复杂的翻腾、转体动作，按照动作的难度和质量得分。蹦床体操的管理机构原为国际蹦床联合会，1999年起由国际体操联合会统一管辖。蹦床体操的顶级赛事包括奥林匹克运动会和世界蹦床体操锦标赛，前者只有网上单人比赛，后者包含所有项目。

## 歷史
馬戲團的高空秋千演员在表演时会设置保护网。美国体操运动员乔治·尼森发现，演员坠落到保护网上后会高高弹起，甚至可以再做空翻动作。受此启发，他在1934年前后制造了第一个现代蹦床，此后致力于开拓市场，卖给儿童作为玩具，也卖给飞行员和宇航员用于训练。
作为竞技体育的蹦床运动于二战後兴起。1948年，举行了第一届美国全国蹦床锦标赛。1964年，第一届世界蹦床锦标赛在英国伦敦皇家阿尔伯特音乐厅举行，角逐男子单人、女子单人两枚金牌。赛后，国际蹦床联合会正式成立。1976年起，世锦赛固定包括网上单人、网上双人、双蹦床、单跳四个项目。1988年，国际蹦联获得国际奥委会认可。
1998年，国际蹦床联合会和国际体操联合会达成协议：国际蹦联解散，蹦床运动今后由国际体联管理。作为合并协议的一部分，网上单人蹦床从2000年开始成为夏季奥林匹克运动会的正式比赛项目。2004年，国际体操联合会将蹦床运动改称为“蹦床体操”，跟竞技体操、艺术体操、等名称保持一致。

## 分类和设备
蹦床体操包括网上蹦床、双蹦床、单跳三个项目：

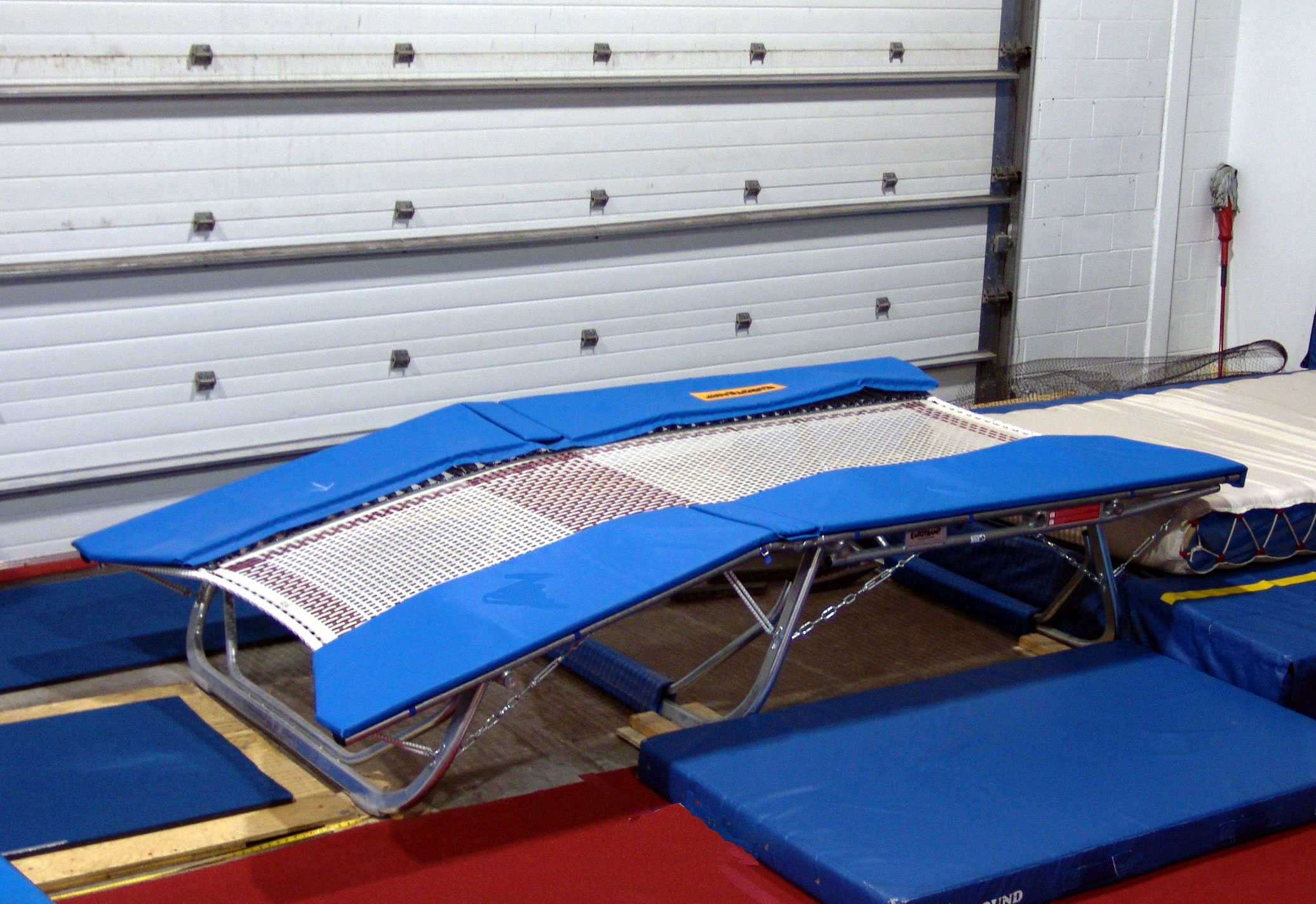
双蹦床，前部倾斜，后部水平

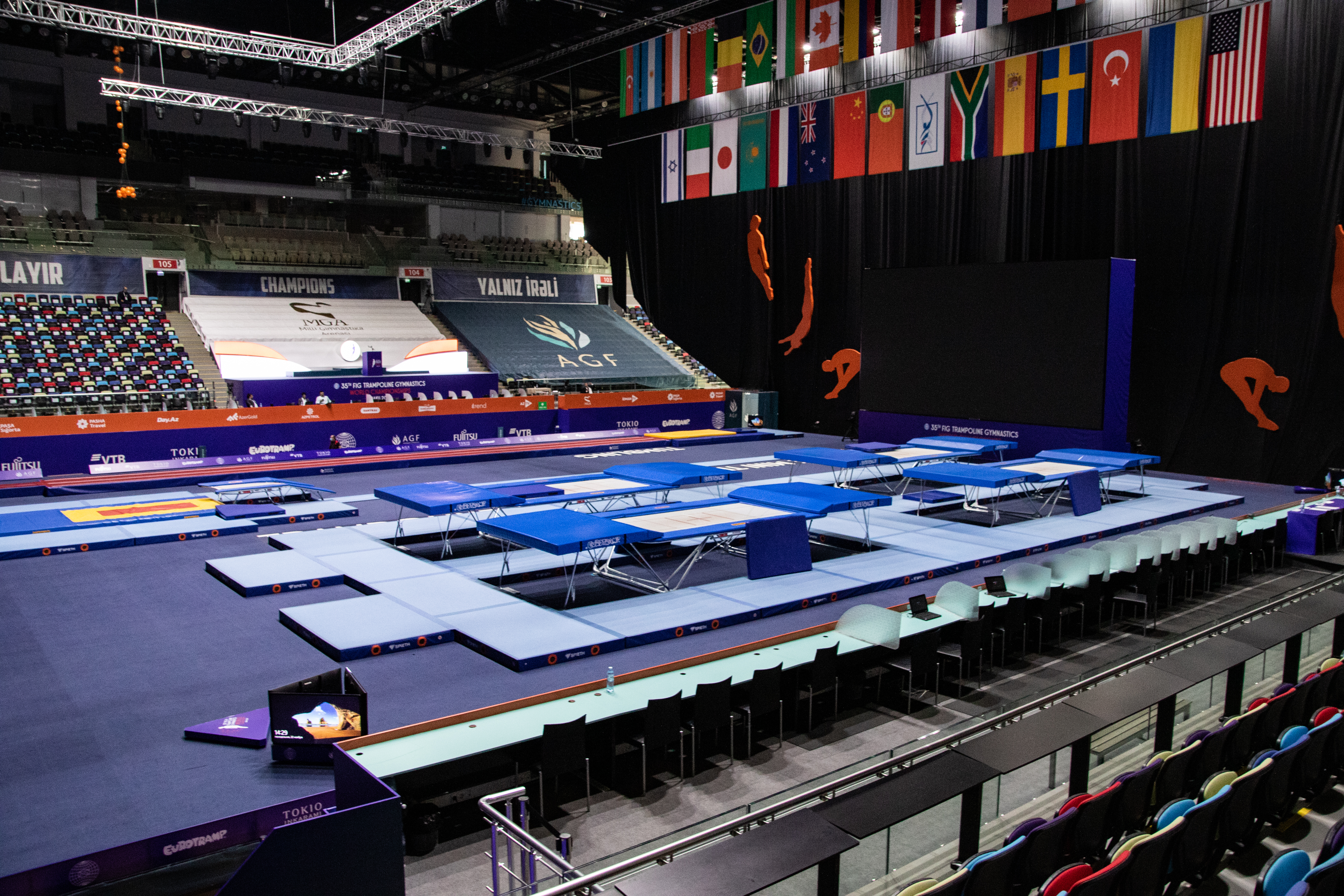
自近至远分别为网上蹦床、双蹦床、单跳场地

- 网上蹦床在大蹦床上进行。床的弹力部分长428公分，宽214公分。运动员要在床上连做10个空中翻腾动作，若落在床外则当即结束[7]。除单人外，还有双人（又称同步）比赛，由两名运动员在相邻的两张床上做动作。
- 双蹦床（又称小蹦床）使用两张连在一起的小蹦床，前一张倾斜，后一张水平，弹力部分全长285公分，宽92公分。比赛内容与跳马类似。运动员在直道上助跑后踏在蹦床上，连做2个空中翻腾动作[a]，最后落在着陆垫上。
- 单跳在长25公尺、宽2公尺，装有弹簧的赛道上进行。运动员在直道上助跑，在赛道上向前连做8个翻腾动作，最后落在着陆垫上。单跳最初全凭运动员自身的力量，1982年蹦床世锦赛才引入了带有弹力装置的单跳赛道[9]。

## 动作
蹦床体操运动员的动作主要由三种元素构成：
- 翻腾，即垂直方向旋转，从头上脚下到脚上头下、再到头上脚下为翻腾一周。
- 转体，即水平方向旋转，从面向前方到面向后方为转体半周。
- 姿态，难度从低到高分为抱膝（团身）、屈体、直体。

| 动作   | 翻腾数 （¼周） | 每一周翻腾的转体数（½周） | 每一周翻腾的转体数（½周） | 每一周翻腾的转体数（½周） | 姿态 | 说明                     | 动作范例 |
| 动作   | 翻腾数 （¼周） | 第一周                    | 第二周                    | 第三周                    | 姿态 | 说明                     | 动作范例 |
| ------ | -------------- | ------------------------- | ------------------------- | ------------------------- | ---- | ------------------------ | -------- |
| 8−−<   | 8              | 0                         | 0                         | 不適用                    | <    | 屈体、翻腾两周           |          |
| 12−−1o | 12             | 0                         | 0                         | 1                         | o    | 抱膝、翻腾三周、转体半周 |          |
| 822/   | 8              | 2                         | 2                         | 不適用                    | /    | 直体、翻腾两周、转体两周 |          |

## 计分
蹦床比赛按照分数来排定名次。网上单人的得分由五部分组成：:13-15
- 难度分（D）取决于每一跳的翻腾数、转体数、姿态[10]。成人比赛的难度分上不封顶[c]，纪录为西岡隆成在2021年世锦赛上创造的18.9分[11]。
- 完成分（E）由多位裁判对每一跳的动作质量打分，去掉最高分和最低分后取平均值。满分为20.0分。
- 飞行时长分（T）即在空中飞行的时间，用来衡量运动员的飞行高度。
- 水平位移分（H）根据每一跳落在网上的位置来计分，距离网中心越近，得分越高。布里奥尼·佩吉曾在2022年世锦赛上获得满分10.0分[12]。
- 扣分（P）是违反某些要求时需扣除的分数。

双人网上的得分同样由五部分组成，只是没有飞行时长分，代之以衡量两人同步程度的同步分（S）。双蹦床和单跳的得分由三部分组成，即难度分加上完成分，减掉扣分。:15,25,34

## 安全
借助蹦床的弹力，运动员可以跳到10公尺之高的空中。网上、双蹦床、单跳比赛的场地都设置有软垫，以免运动员直接落在地上受伤。运动员比赛时，教练可以手持保护垫站在场地旁，在出现问题时及时保护；网上比赛还有官方专门的保护人员。:30

## 赛事

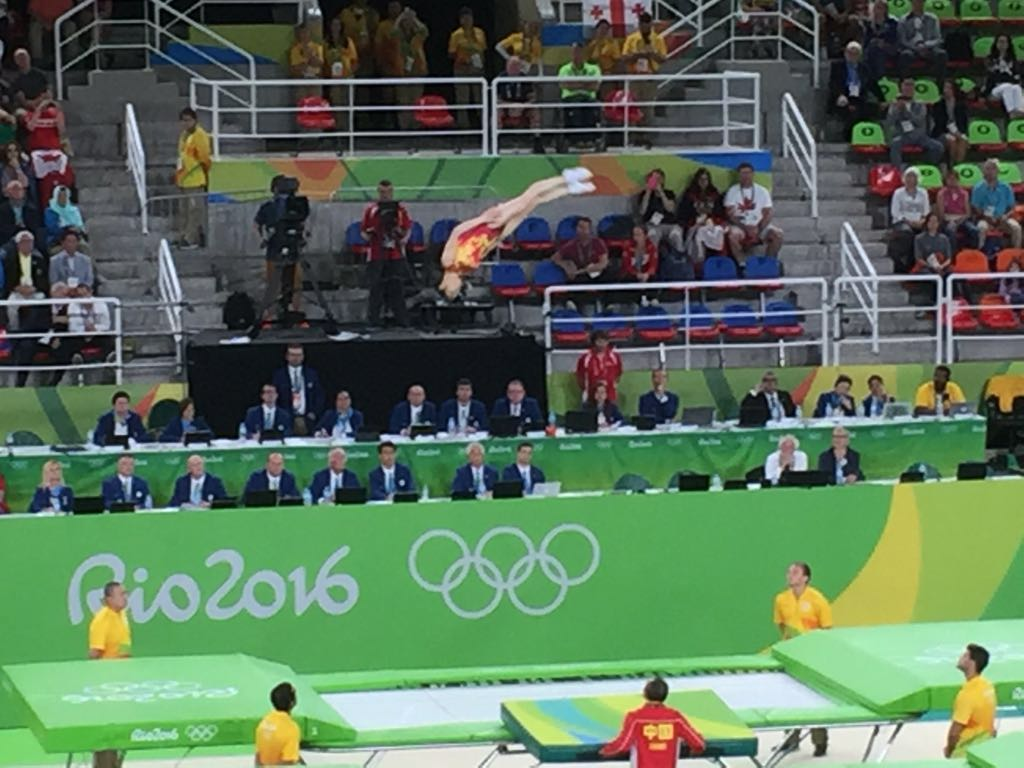
2016年里约奥运会蹦床比赛

网上单人蹦床自2000年悉尼奥运会以来一直是夏季奥运会的常设项目。罗西·麦克琳南是唯一多次夺得奥运冠军的蹦床运动员。双人网上蹦床、双蹦床和单跳是世界运动会的比赛项目。
世界蹦床体操锦标赛的历史可以追溯到1964年。2007年以来，除奥运年外每年举办一次。世锦赛历史上最成功的运动员包括网上蹦床的朱迪·威尔斯、亚历山大·莫斯卡连科、伊丽娜·卡拉瓦耶娃、董栋，双蹦床的米哈伊尔·扎洛明，单跳的贾芳芳等。国际体操联合会还举办蹦床体操世界杯系列赛，通过多站赛事，决出全年冠军。